# Dean Baquet
Dean P. Baquet (New Orleans, 21 settembre 1956) è un giornalista statunitense, direttore esecutivo del New York Times dal maggio 2014 al giugno 2022. È la prima persona afroamericana ad essere direttore esecutivo.
Ha iniziato la sua carriera nel giornalismo a New Orleans, quindi  Baquet si è trasferito al Chicago Tribune. In seguito è entrato a far parte del New York Times e nel 1995 è diventato redattore nazionale. Nel 2000, ha lasciato per diventare caporedattore, e in seguito direttore esecutivo del Los Angeles Times. È tornato al New York Times nel 2007, dopo aver rifiutato di attuare i tagli di bilancio desiderati dalla direzione al giornale di Los Angeles.
Nel 1988, Baquet ha condiviso un premio Pulitzer per il giornalismo investigativo, guidando un team di reporter che includeva William Gaines e Ann Marie Lipinski al Chicago Tribune, per "il loro rapporto dettagliato sull'interesse personale e lo spreco" che affliggeva il Consiglio comunale di Chicago.

## Biografia
Baquet è cresciuto cattolico a Tremé, un quartiere nero della classe operaia a New Orleans, in Louisiana. È il quarto di cinque figli del ristoratore di New Orleans Edward Baquet.
Si è diplomato alla St. Augustine High School nel 1974. Ha quindi ricevuto una borsa di studio per studiare inglese alla Columbia University, abbandonando poco prima della laurea per perseguire una carriera nel giornalismo.
Baquet ha iniziato la sua carriera giornalistica presso il New Orleans States-Item, che in seguito si è fuso con The Times-Picayune. Dopo sei anni al Times-Picayune, è entrato a far parte del Chicago Tribune nel 1984, dove ha vinto il Premio Pulitzer, prima di unirsi al New York Times nell'aprile 1990 come reporter investigativo. Nel maggio 1992 è diventato redattore di progetti speciali per il business desk. Nel gennaio 1994, ha avuto lo stesso titolo, ma ha operato fuori dall'ufficio del direttore esecutivo. Nel 1996 è diventato redattore nazionale.
Nel 2000, è entrato a far parte del Los Angeles Times come caporedattore, lavorando come "braccio destro" del direttore John Carroll. Baquet è diventato il caporedattore nel 2005 dopo che Carroll si è dimesso a causa di scontri con la Tribune Company, che aveva acquisito il Los Angeles Times dalla famiglia Chandler nel 2000. Fu la prima persona di colore a lavorare come caporedattore del giornale. Baquet è stato licenziato nel 2006 dopo essersi pubblicamente opposto ai piani di tagliare i posti di lavoro nelle redazioni.
Due mesi dopo, Baquet si riunì al New York Times come capo dell'ufficio di Washington.  È diventato caporedattore nel settembre 2011 sotto il direttore  esecutivo Jill Abramson ed è stato promosso a direttore esecutivo il 14 maggio 2014.   Baquet ha fatto dell'assunzione di giornalisti e redattori di colore una priorità, dicendo che i suoi sforzi per diversificare la redazione sono stati "intensi e persistenti".
Baquet, che il presidente degli Stati Uniti Donald Trump ha attaccato per nome, ha parlato contro la retorica anti-stampa di Trump, dicendo al Guardian: "Penso che gli attacchi personali ai giornalisti mettano a rischio le loro vite".  Baquet è stato precedentemente membro del Consiglio di amministrazione del Comitato per la protezione dei giornalisti. Nell'aprile 2022, il New York Times ha annunciato che Baquet, ormai raggiunta l'età che tradizionalmente vede i direttori dimettersi, sarà sostituito in giugno dal suo vice Joseph Kahn. Una volta finito il suo mandato, guiderà per il giornale il programma di borse di studio sul giornalismo investigativo locale.

## Vita privata
Nel settembre 1986, Baquet si è sposato con la scrittrice Dylan Landis. Hanno un figlio e vivono nel Greenwich Village.